# Madagaskar i olympiska sommarspelen 2020
Madagaskar deltog med en trupp på sex idrottare vid de olympiska sommarspelen 2020 i Tokyo som hölls mellan den 23 juli och 8 augusti 2021 efter att ha blivit framflyttad ett år på grund av coronaviruspandemin. Det var 13:e sommar-OS som Madagaskar deltog vid. Ingen av landets deltagare erövrade någon medalj.

## Friidrott
Förkortningar
- Notera– Placeringar avser endast det specifika heatet.
- Q = Tog sig vidare till nästa omgång
- q = Tog sig vidare till nästa omgång som den snabbaste förloraren eller, i teknikgrenarna, genom placering utan att nå kvalgränsen
- i.u. = Omgången fanns inte i grenen
- Bye = Idrottaren behövde inte tävla i omgången

Gång- och löpgrenar
| Idrottare          | Gren            | Heat       | Heat      | Semifinal        | Semifinal        | Final            | Final            |
| Idrottare          | Gren            | Resultat   | Placering | Resultat         | Placering        | Resultat         | Placering        |
| ------------------ | --------------- | ---------- | --------- | ---------------- | ---------------- | ---------------- | ---------------- |
| Todisoa Rabearison | Herrarnas 400 m | 48,40 0SB0 | 8         | Gick inte vidare | Gick inte vidare | Gick inte vidare | Gick inte vidare |

## Judo
| Idrottare              | Gren                             | Sextondelsfinal             | Åttondelsfinal       | Kvartsfinal          | Semifinal            | Återkval             | Final / BM           | Final / BM       |
| Idrottare              | Gren                             | Motståndare Resultat        | Motståndare Resultat | Motståndare Resultat | Motståndare Resultat | Motståndare Resultat | Motståndare Resultat | Placering        |
| ---------------------- | -------------------------------- | --------------------------- | -------------------- | -------------------- | -------------------- | -------------------- | -------------------- | ---------------- |
| Damiella Nomenjanahary | Damernas halv mellanvikt (63 kg) | Centracchio (ITA) L 000–010 | Gick inte vidare     | Gick inte vidare     | Gick inte vidare     | Gick inte vidare     | Gick inte vidare     | Gick inte vidare |

## Simning
| Idrottare               | Gren                    | Heat    | Heat      | Semifinal        | Semifinal        | Final            | Final            |
| Idrottare               | Gren                    | Tid     | Placering | Tid              | Placering        | Tid              | Placering        |
| ----------------------- | ----------------------- | ------- | --------- | ---------------- | ---------------- | ---------------- | ---------------- |
| Heriniavo Rasolonjatovo | Herrarnas 100 m ryggsim | 59,81   | 40        | Gick inte vidare | Gick inte vidare | Gick inte vidare | Gick inte vidare |
| Tiana Rabarijaona       | Damernas 400 m frisim   | 4.28,41 | 23        | i.u.             | i.u.             | Gick inte vidare | Gick inte vidare |

## Tyngdlyftning
| Idrottare                    | Gren            | Ryck     | Ryck      | Stöt     | Stöt      | Totalt | Placering |
| Idrottare                    | Gren            | Resultat | Placering | Resultat | Placering | Totalt | Placering |
| ---------------------------- | --------------- | -------- | --------- | -------- | --------- | ------ | --------- |
| Éric Andriantsitohaina       | Herrarnas 61 kg | 114      | 13        | 150      | 9         | 264    | 11        |
| Tojonirina Andriantsitohaina | Herrarnas 67 kg | 130      | 13        | 155      | 11        | 285    | 11        |